# Allobates paleovarzensis
Allobates paleovarzensis é uma espécie de anfíbio da família Aromobatidae. Endêmica do Brasil, pode ser encontrada no estado do Amazonas.